# 第5屆威尼斯影展
第5届威尼斯影展於1937年8月10日至9月3日舉行。為這次影展而建造的全新電影宮大樓完成。它於1940至1948年用作活動場地。

## 評審團
- 朱塞佩·沃爾皮（評審團主席）[3]
- 路易吉·基亚里尼（英语：Luigi Chiarini）
- 桑德羅·德羅
- 路易吉·弗雷迪（英语：Luigi Freddi）
- 馬力歐·葛默（英语：Mario Gromo）
- 勒內·珍妮（英语：René Jeanne）
- 内维尔·卡尼
- 奧斯華·萊格尼曲
- 卡爾·梅爾採（英语：Karl Meltzer）
- 喬治斯·洛拉
- 理夏德·奥丁斯基
- 埃索多·普拉泰利
- 路易絲·维拉尼

## 競賽電影
- 威廉·惠曼（英语：William A. Wellman） 《星海浮沉錄》
- 威特·哈蘭（英语：Veit Harlan） 《统治者（英语：Der Herrscher）》
- 羅伯·佛萊厄提 《伏象神童（英语：Elephant Boy (film)）》
- 麥可·寇蒂斯 
- 让·雷诺阿 《大幻影》
- 克里斯蒂安-雅克、薩沙·吉特里 《皇冠上的珍珠（英语：Pearls of the Crown）》
- 勞埃德·培根（英语：Lloyd Bacon） 《傑出的女性》
- 卡米尼·加洛尼（英语：Carmine Gallone） 《女人与海（英语：Scipio Africanus: The Defeat of Hannibal）》
- 馬克·桑德里奇（英语：Mark Sandrich） 《随我婆娑（英语：Shall We Dance (1937 film)）》
- 理查德·波列斯拉夫斯基（英语：Ryszard Bolesławski） 《小女追愛記（英语：Theodora Goes Wild）》
- 赫伯特·威爾科克斯（英语：Herbert Wilcox） 《维多利亚大帝（英语：Victoria the Great）》
- 阿爾弗雷德·桑托爾（英语：Alfred Santell） 《溫特塞鎮（英语：Winterset (film)）》
- 朱利安·迪維維耶（英语：Julien Duvivier） 《舞會的名冊（英语：Un carnet de bal）》

## 獎項
- 最佳外語片：朱利安·迪維維耶（英语：Julien Duvivier） 《舞會的名冊（英语：Un carnet de bal）》
- 最佳義大利電影：卡米尼·加洛尼（英语：Carmine Gallone） 《女人与海（英语：Scipio Africanus: The Defeat of Hannibal）》
- 沃爾庇杯：
  - 最佳男演員：埃米爾·傑寧斯 《统治者（英语：Der Herrscher）》
  - 最佳女演員：贝蒂·戴维斯  《傑出的女性》和
- 最佳導演：羅伯·佛萊厄提 《伏象神童（英语：Elephant Boy (film)）》
- 最佳編劇：克里斯蒂安-雅克、薩沙·吉特里 《皇冠上的珍珠（英语：Pearls of the Crown）》
- 最佳攝影：佩弗利爾·馬利（英语：J. Peverell Marley） 《溫特塞鎮（英语：Winterset (film)）》

## 外部鏈接
- 官方网站
- 威尼斯影展1937年獎項 （页面存档备份，存于）